# Anchieta bella
Anchieta bella is een insect uit de familie van de Mantispidae, die tot de orde netvleugeligen (Neuroptera) behoort. 
Anchieta bella is voor het eerst wetenschappelijk beschreven door Westwood in 1867.